# TwinBee
TwinBee (ツインビー, TsuinBī) é um jogo de tiro com rolagem vertical lançado pela Konami como um videogame de fliperama em 1985 no Japão. Junto com o jogo Fantasy Zone da Sega, lançado um ano depois, TwinBee é creditado como um dos primeiros arquétipos do gênero "cute 'em up". Foi o primeiro jogo a ser executado no hardware Bubble System da Konami. TwinBee foi portado para o console da Nintendo no Japão e MSX em 1986, e também foi incluído em inúmeras compilações lançadas nos anos seguintes. O jogo original de fliperama foi lançado fora do Japão pela primeira vez na compilação Konami Classics Series: Arcade Hits para Nintendo DS. Uma versão para telefones celulares foi lançada para os telefones i-mode do Japão em 2003, com gráficos editados.
Várias sequências de TwinBee foram lançadas para fliperamas e consoles domésticos após o jogo original, algumas das quais deram origem a adaptações de áudio e anime no Japão.

## Jogabilidade
TwinBee pode ser jogado por até 2 jogadores simultaneamente. O jogador assume o controle de uma espaçonave antropomórfica semelhante a um desenho animado, com o jogador 1 assumindo o controle de TwinBee, a nave titular, enquanto o jogador 2 controla WinBee. O controle do jogo consiste em um joystick de oito direções e dois botões: um para atirar em inimigos no ar e outro para lançar bombas em inimigos terrestres (semelhante a Xevious).
Os power-ups primários do jogador são sinos que podem ser descobertos atirando nas nuvens flutuantes onde estão escondidos. Se o jogador continuar atirando no sino depois que ele aparecer, ele mudará para uma das quatro outras cores: os sinos amarelos regulares apenas concedem pontos de bônus, o sino branco atualizará a arma do jogador em um canhão duplo, o sino azul aumenta a velocidade do jogador (para até cinco níveis de velocidade), o sino verde permitirá ao jogador criar cópias de imagem de sua nave para poder de fogo adicional, e o sino vermelho fornecerá à nave do jogador uma barreira que permite que ela sofra mais danos. Os sinos verde e vermelho não podem ser combinados. Outros power-ups também podem ser recuperados de inimigos terrestres, como um sino alternativo que dá à nave do jogador uma arma de três vias, uma estrela que elimina todos os inimigos na tela.
Assim como em outros jogos do mesmo gênero, ser atingido por uma única bala inimiga fará com que o jogador perca uma vida. No entanto, se a bala atingir apenas um dos lados do navio, o navio do jogador perderá apenas um de seus braços. Se a nave do jogador perder os dois braços, ela perderá a capacidade de lançar bombas e o jogador deverá aguardar a chegada de uma ambulância. O jogador deve conduzir seu navio até a ambulância para consertar seus braços. Se a nave do jogador perder os dois braços pela segunda vez, nenhuma ambulância chegará.
Se dois jogadores estiverem jogando ao mesmo tempo, eles podem alinhar suas naves vertical ou horizontalmente para realizar ataques mais poderosos.

## Outras versões
TwinBee apareceu originalmente como um jogo de arcade. Mais tarde, foi portado para MSX e Family Computer. A versão Famicom foi relançada apenas no Japão sob o selo Famicom Mini para Game Boy Advance. Este jogo foi lançado oficialmente pela primeira vez fora do Japão como parte da Konami Classics Series: Arcade Hits para Nintendo DS em março de 2007, sob o nome RainbowBell na América do Norte, embora o nome TwinBee tenha sido restaurado para o lançamento europeu. TwinBee foi lançado no Japão em 10 de agosto de 2011 e em outras regiões em 22 de setembro para o Nintendo 3DS como parte da série 3D Classics . Este lançamento foi apresentado entre outros jogos do Nintendo Entertainment System e Super NES a serem lançados para o 3DS em uma demonstração técnica chamada Classic Games na E3 2010. A versão arcade de TwinBee foi disponibilizada no serviço Game Room da Microsoft para seu console Xbox 360 e para PCs baseados em Windows em 1º de dezembro de 2010. Além disso, a versão para MSX foi relançada para o Projeto EGG do Windows em 19 de agosto de 2014. A versão original do arcade estava disponível na série Arcade Archives publicada pela Hamster Corporation no Natal de 2015 para o PlayStation 4 no Japão e em dezembro de 2019 para o Nintendo Switch em todo o mundo. Uma porta NES foi relançada através do serviço Nintendo Switch Online em novembro de 2018 em todo o mundo.

## Recepção
No Japão, a revista Game Machine listou o TwinBee em sua edição de 1º de abril de 1985 como a terceira unidade de fliperama de maior sucesso do mês.
A versão de Twinbee para Nintendo 3DS recebeu um total de 68/100 no Metacritic, que é misto a positivo, com uma pontuação média do usuário de 7.3.